# خورشیدگرفتگی ۲۰ اوت ۱۹۷۱
خورشیدگرفتگی ۲۰ اوت ۱۹۷۱ (به انگلیسی: Solar eclipse of August 20, 1971) یک خورشیدگرفتگی از نوع خورشیدگرفتگی جزئی است. این خورشیدگرفتگی در تاریخ ۲۰ اوت ۱۹۷۱ میلادی (‎۲۹ مرداد ۱۳۵۰ خورشیدی) روی داد که زمان اوج آن، ساعت ۲۲:۳۹:۳۱ به‌وقت ساعت هماهنگ جهانی بوده‌است.